# Jussi Ylimäki
Jussi Ylimäki (ur. 31 marca 1981) – fiński biegacz narciarski, dwukrotny medalista mistrzostw świata juniorów.

## Kariera
Pierwszy raz na arenie międzynarodowej Jussi Ylimäki pojawił się w 1999 roku, podczas mistrzostw świata juniorów w Saalfelden, gdzie zwyciężył w biegu na 30 km techniką dowolną. Na rozgrywanych rok później mistrzostwach świata juniorów w Štrbskim Plesie był szósty w biegu na 10 km stylem dowolnym. Wystartował również na mistrzostwach świata juniorów w Szklarskiej Porębie, gdzie był czwarty na dystansie 30 km stylem dowolnym, a rywalizację w sprincie stylem dowolnym zakończył na 66. pozycji. Wspólnie z kolegami z reprezentacji zajął też drugie miejsce w sztafecie.
W Pucharze Świata zadebiutował 16 lutego 2000 roku w Ulrichen, gdzie zajął 40. miejsce w biegu na 10 km stylem dowolnym. Pierwsze i jedyne pucharowe punkty zdobył 10 stycznia 2001 roku w Soldier Hollow, gdzie uplasował się na 24. pozycji w biegu na 30 km techniką dowolną. W klasyfikacji generalnej sezonu 2000/2001 zajął 117. miejsce. W lutym 2001 roku Ylimäki brał udział w mistrzostwach świata w Lahti, gdzie w biegu na 50 km stylem dowolnym zajął 44. pozycję. Nigdy nie startował na igrzyskach olimpijskich. W 2001 roku zakończył karierę. Reprezentował klub Alatornion Pirkat

## Osiągnięcia

### Mistrzostwa świata
| Miejsce | Dzień     | Rok  | Miejscowość | Konkurencja           | Czas biegu  | Strata       | Zwycięzca      |
| ------- | --------- | ---- | ----------- | --------------------- | ----------- | ------------ | -------------- |
| 44.     | 25 lutego | 2001 | Lahti       | 50 km stylem dowolnym | 2:05:27,2 h | +15:19,6 min | Johann Mühlegg |

### Mistrzostwa świata juniorów
| Miejsce | Dzień       | Rok  | Miejscowość      | Konkurencja            | Wynik       | Strata  | Zwycięzca       |
| ------- | ----------- | ---- | ---------------- | ---------------------- | ----------- | ------- | --------------- |
| 1.      | 7 lutego    | 1999 | Saalfelden       | 30 km stylem dowolnym  | 1:18:29,1 h | -       | -               |
| 6.      | 25 stycznia | 2000 | Štrbské Pleso    | 10 km stylem dowolnym  | 25:37,8     | +1:24,0 | Ron Spanuth     |
| 5.      | 27 stycznia | 2000 | Štrbské Pleso    | Sztafeta 4x10 km       | 1:46:58.7   | +4:15,7 | Rosja           |
| 4.      | 30 stycznia | 2001 | Szklarska Poręba | 30 km stylem dowolnym  | 1:29:55,6   | +10,0   | Sami Jauhojärvi |
| 66.     | 3 lutego    | 2001 | Szklarska Poręba | Sprint stylem dowolnym | ?           | -       | Johannes Bredl  |
| 2.      | 4 lutego    | 2001 | Szklarska Poręba | Sztafeta 4x10 km       | 1:56:18,6   | +9,4    | Rosja           |

### Puchar Świata

#### Miejsca w klasyfikacji generalnej
- sezon 2000/2001: 117.

#### Miejsca w poszczególnych zawodach
| Sezon 1999/2000 |                             |                               |                         |                        |                                     |                        |                        |                                |                                |                             |                          |                         |                        |                          |                   |                      |                          |                       |                        |                        |        |        |        |        |        |        |        |        |        |        |        |        |        |        |        |        |        |        |        |        |        |        |        |        |        |        |
| Kiruna 27.11 (10 km C) | Sappada 10.12 (15 km F)     | Sappada 11.12 (2x5 km)        | Davos 18.12 (30 km C)   | Engelberg 27.12 (SP C) | Garmisch-Partenkirchen 28.12 (SP C) | Kitzbühel 29.12 (SP F) | Moskwa 9.01 (30 km F)  | Nové Město 13.01 (15 km C)     | Trondheim 2.02 (10 km F)       | Lillehammer 5.02 (2x10 km)  | Ulrichen 16.02 (10 km F) | Lamoura 20.02 (72 km F) | Falun 26.02 (15 km F)  | Sztokholm 28.02 (SP C)   | Lahti 3.03 (SP F) | Lahti 5.03 (30 km C) | Oslo 9.03 (SP C)         | Oslo 13.03 (50 km C)  | Bormio 16.03 (10 km C) | Bormio 23.03 (15 km F) | punkty | punkty | punkty | punkty | punkty | punkty | punkty | punkty | punkty | punkty | punkty | punkty | punkty | punkty | punkty | punkty | punkty | punkty | punkty | punkty | punkty | punkty | punkty | punkty | punkty | punkty |
| - | -                           | -                             | -                       | -                      | -                                   | -                      | -                      | -                              | -                              | -                           | 40                       | -                       | 43                     | -                        | -                 | -                    | -                        | -                     | -                      | -                      | 0      | 0      | 0      | 0      | 0      | 0      | 0      | 0      | 0      | 0      | 0      | 0      | 0      | 0      | 0      | 0      | 0      | 0      | 0      | 0      | 0      | 0      | 0      | 0      | 0      | 0      |
| Sezon 2000/2001 |                             |                               |                         |                        |                                     |                        |                        |                                |                                |                             |                          |                         |                        |                          |                   |                      |                          |                       |                        |                        |        |        |        |        |        |        |        |        |        |        |        |        |        |        |        |        |        |        |        |        |        |        |        |        |        |        |
| Beitostølen 25.11 (15 km C) | Beitostølen 29.11 (10 km F) | Santa Caterina 8.12 (15 km F) | Brusson 16.12 (2x10 km) | Brusson 17.12 (SP F)   | Davos 20.12 (30 km C)               | Engelberg 28.12 (SP C) | Engelberg 29.12 (SP F) | Soldier Hollow 10.01 (30 km F) | Soldier Hollow 13.01 (15 km C) | Soldier Hollow 14.01 (SP F) | Asiago 1.02 (SP F)       | Nové Město 4.02 (SP F)  | Otepää 10.02 (10 km C) | Kawgołowo 4.03 (15 km F) | Oslo 7.03 (SP C)  | Oslo 10.03 (50 km C) | Borlänge 14.03 (10 km F) | Falun 17.03 (15 km C) | Kuopio 25.03 (60 km F) | punkty                 | punkty | punkty | punkty | punkty | punkty | punkty | punkty | punkty | punkty | punkty | punkty | punkty | punkty | punkty | punkty | punkty | punkty | punkty | punkty | punkty | punkty | punkty | punkty | punkty | punkty |        |
| - | -                           | -                             | -                       | -                      | -                                   | -                      | -                      | 24                             | -                              | -                           | -                        | -                       | -                      | -                        | -                 | -                    | 74                       | -                     | -                      | 7                      | 7      | 7      | 7      | 7      | 7      | 7      | 7      | 7      | 7      | 7      | 7      | 7      | 7      | 7      | 7      | 7      | 7      | 7      | 7      | 7      | 7      | 7      | 7      | 7      | 7      |        |
| Legenda |                             |                               |                         |                        |                                     |                        |                        |                                |                                |                             |                          |                         |                        |                          |                   |                      |                          |                       |                        |                        |        |        |        |        |        |        |        |        |        |        |        |        |        |        |        |        |        |        |        |        |        |        |        |        |        |        |
| 1 2 3 4-10 11-30 31-100 Dyskwalifikacja - – zawodnik nie wystartował DNS – Zawodnik został zgłoszony do biegu, ale w nim nie wystartował DNF – Zawodnik nie ukończył biegu LPD – Zawodnik został zdublowany |                             |                               |                         |                        |                                     |                        |                        |                                |                                |                             |                          |                         |                        |                          |                   |                      |                          |                       |                        |                        |        |        |        |        |        |        |        |        |        |        |        |        |        |        |        |        |        |        |        |        |        |        |        |        |        |        |

#### Miejsca na podium
Ylimäki nigdy nie stał na podium zawodów Pucharu Świata.